# Stiphropus sangayus
Stiphropus sangayus är en spindelart som beskrevs av Alberto Barrion och James A. Litsinger 1995. Stiphropus sangayus ingår i släktet Stiphropus och familjen krabbspindlar.
Artens utbredningsområde är Filippinerna. Inga underarter finns listade i Catalogue of Life.